# Henryk Grynberg
Pour les articles homonymes, voir Grynberg.
Henryk Grynberg est un écrivain et acteur polonais. Romancier, nouvelliste, poète, dramaturge et essayiste, il est l'auteur de plus de trente ouvrages de prose et de poésie et de deux drames. Grynberg, connu comme le « chroniqueur du sort des Juifs polonais », a abordé dans ses écrits l'expérience de Holocauste et le traumatisme post-Holocauste,.

## Biographie

### Pendant la guerre
Grynberg et sa mère étaient les seuls survivants de leur famille. Il passe les années 1942 à 1944 caché, sauvé des soldats nazis par les familles polonaises. Après la guerre, il vit à Łódźet, Varsovie. Au début des années 1990, Grynberg retourne en Pologne avec le cinéaste Paweł Łoziński. Ce dernier a filmé Grynberg alors qu’il interviewait des gens de son village natal à la recherche de ce qui est arrivé à son père Abram Grynberg pendant la guerre. Le documentaire est sorti en 1992 sous le nom de « Miejsce urodzenia » (lieu de naissance). 

### Après-guerre
Le 11 octobre 1956, il signe en tant qu’agent infiltré du 1er département (renseignement) de l’Agence polonaise pour la sécurité intérieure - nom de code « reporter » tel que documenté par l’Institut historique polonais (ou IPN), mais le rapport dans Życie Warszawy du 1er décembre 2006 est déformé et peu fiable. Grynberg a subi des pressions de la part du SB, a nié avoir informé qui que ce soit et aurait révélé son recrutement au FBI.
Henryk Grynberg a expliqué : « J’ai signé un accord de coopération avec les services de renseignement polonais (et non avec le renseignement militaire) le 11 octobre 1956 et j’ai reçu une mission unique pour apporter à la prochaine réunion les caractéristiques écrites (selon l’opinion polonaise) de trois camarades de classe (dont deux juifs), pas plus d’une page chacun. J’ai présenté ces trois personnes comme de bons étudiants intelligents et fidèles à l’idéologie de l’État et ce sont les seuls « rapports » qu’on m’a demandé de faire ou que j’ai faits par écrit ou autrement. Mes contacts avec les services secrets polonais ou les services secrets n’ont pas duré plus de cinq mois, pendant lesquels je n’ai rien fait d’autre pour eux. Un document dans mes dossiers à l’IPN dit : « Son recrutement a supposé être utilisé ultérieurement en Israël et par la suite aux États-Unis. Après avoir terminé ses études, Grynberg a montré une réticence à poursuivre la collaboration. Pour cette raison, le 1er dép. a démissionné de tout contact ultérieur avec lui. Cette ultime « volonté » que j’ai exprimée en 1959 quand un agent de renseignement a voulu que j’emporte avec moi une lettre à Israël et j’ai refusé. J’ai révélé mon recrutement – ou plutôt ma tentative de recrutement – au FBI lors de ma demande de citoyenneté américaine et pour un poste sensible au sein de l’Agence d’information américaine (que j’ai occupé pendant 20 ans). La note « Collaboration avec les communistes », si bien placée, attire indûment l’attention sur un épisode très court et dénué de sens de ma biographie. »

### Débuts d’écrivain
En 1959, Grynberg est diplômé de l'Université de Varsovie avec une maîtrise en journalisme. En tant qu’acteur, Grynberg avait des liens avec le Théâtre juif de Varsovie. C’est à cette époque qu’il a commencé à publier de la prose et de la poésie,. Alors que la compagnie du théâtre d’État juif était en tournée aux États-Unis à la fin de 1967, il refuse de retourner en Pologne. Cette défection était un acte de protestation contre la propagande anti-juive du régime communiste et contre la censure de ses écrits,.
En 1971, après deux ans d’études supérieures à l'UCLA, Grynberg obtient une maîtrise en littérature russe et déménage à Washington, DC, où Grynberg travaille pour l’Agence d’information des États-Unis (en particulier pour Voice in America) pendant une période de vingt ans. 

## Travaux et réalisations
Grynberg publie sa première histoire en 1959, qui est ensuite incluse dans son premier recueil, The Antigone Crew en 1963. Dans ses œuvres – écrites à la fois en Pologne et aux États-Unis – Grynberg raconte les histoires de « ceux qui sont morts pendant la guerre et de ceux qui ont survécu pour vivre ensuite à Łódź, Varsovie ou New York, luttant pour accepter leur propre mémoire et le fait que d’autres ne s’en souvenaient pas ». Ses œuvres ont été décrites comme caractérisées comme abondantes dans le « matériel biographique et autobiographique », où ses protagonistes juifs sont les narrateurs dont les expériences personnelles ont été « complétées par les expériences d’autres « survivants ».
Grynberg a reçu tous les grands prix littéraires polonais et le Koret Jewish Book Award en 2002. Il a également contribué à la presse polonaise et à des revues de langue anglaise. Ses essais et articles parurent dans des publications telles que le Commentary, le Midstream et le Soviet-Jewish Affairs à Londres. Les livres de Grynberg ont été publiés en traduction anglaise, à savoir des romans, Child of the Shadows (Vallentine Mitchell, Londres, 1969) - réédité sous le titre The Jewish War and the Victory (Northwestern University Press, 2001), la suite, The Victory (Northwestern University Press, 1993) ; prose documentaire, Children of Zion (Northwestern University Press, 1997), traduit par Jacqueline Mitchell, et Drohobycz, Drohobycz and Other Stories (Penguin Books, 2002) traduit par Alicia Nitecki, édité par Theodosia Robertson,.
Les ouvrages de Grynberg ont également été traduits en français, en allemand, en italien, en hébreu, en néerlandais, ainsi qu’en tchèque, en hongrois et en suédois. Les ouvrages de Grynberg : Drohobycz, Drohobycz, Memorbuch, Monolog polsko-żydowski (français : Monologue juif polonais) et Uchodźcy (français : Réfugiés) ont été nommés pour le prix littéraire polonais Nike. 